# 赛洛唑啉
赛洛唑啉（英文：Xylometazoline，也拼作xylomethazoline）具有直接激动α1受体而引起血管收缩的作用，是一个有效的局部鼻部血管收缩剂，可用于减轻鼻塞、过敏性鼻炎和鼻窦炎症状。该药物可通过喷雾或滴剂以鼻内给药。该药物由GSK原研，其鼻用喷雾剂于1991年获得FDA批准上市美国，1995年在中国大陆获批上市。
不建议连续使用该药物超过七天，不建议在怀孕期间使用，不建议三个月以下的婴儿使用。有的说法甚至建议不要在6岁以下儿童使用。 该药物的副作用包括失眠、鼻子刺激、恶心、鼻出血（3%）、月经疼痛（10%）和头痛（3%）。 停止长期使用（>10天）后可能会出现药物性鼻炎。